# M14/41
M14/41 (итал. Carro armato M14/41, в немецкой классификации Pz.Kpfw 736(i)) — итальянский средний танк времён Второй мировой войны. В итальянской национальной классификации боевых машин считался средним танком. Наименование танка M14/41 отражало классификацию, массу и год разработки машины — литера М означала «средний» от соответствующего прилагательного Medio в итальянском языке, цифровой индекс расшифровывался как 14-тонный танк обр. 1941 г. На немецкой службе они обозначались как PzKpfw M14/41 736(i) и использовались не только на итальянском театре военных действий, но и для подавления Варшавского восстания в 1944 году.

## История
Боевое применение танков М13/40 в пустынных условиях Северной Африки выявили их существенные недостатки: отсутствие специальных фильтров, защищающих дизель от песка, сам дизель с явно недостаточной мощностью, слабое бронирование. Обновлённая модель М14/41 должна была призвана устранить эти недостатки. Первые танки М14/41 были изготовлены летом 1941 года путём установки новых двигателей и модернизированных агрегатов в танки М13/40. Новые танки, благодаря почти полной своей идентичности предыдущему варианту, быстро осваивались экипажами. Ко второй половине 1941 года они начали поступать в подразделения взамен М13/40. В ряде случаев обе машины эксплуатировались совместно.
Несмотря на отдельное обозначение в номенклатуре итальянской бронетехники, M14/41 являлся скорее модернизированной версией М13/40, нежели новой машиной. В частности, бронирование и вооружение остались прежними, но была повышена мощность силовой установки — танк приводился в движение дизельным двигателем «FIAT SPA 15T» мощностью 145 л. с. По сравнению с M13/40 новый мотор выдавал на 20 л. с. больше, но характеристики подвижности машины остались без изменений. Для повышения надёжности работы силовой установки М14/41 получил новые воздушные и топливные фильтры, лучше приспособленные к эксплуатации в условиях североафриканского театра боевых действий. Также в конструкцию были введены кронштейны для дополнительных канистр с топливом, грязеочистные щитки на ведущих колёсах, несколько изменилась форма решётки радиатора.
Танк производился в 1941 и 1942 годах. Уже на тот момент модель считалась устаревшей, что вызвало ограниченный выпуск серии. Всего за данный период было выпущено 695 машин (1941 — 376, 1942 — 319). Танк базировался на том же шасси, что и M13/40, но с более усовершенствованным и вооружённым корпусом.
В 1942 году М14/41 поступили в пять танковых батальонов — 13, 14, 15, 16 и 17-й, отправленных в Тунис в начале 1943 года. Этими танками был вооружён и 18-й танковый батальон, находившийся на острове Сардиния.

## Боевое применение

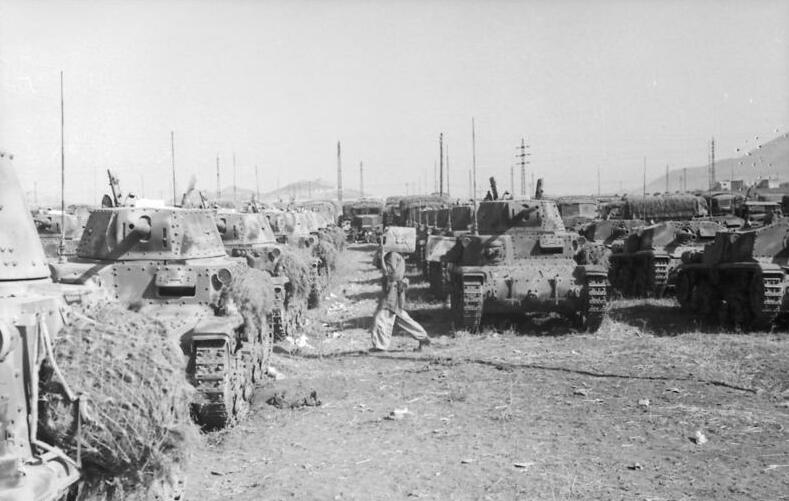
Итальянские M14/41 на танковой базе, сентябрь 1943 года

Впервые танк использовался в Североафриканской кампании. Здесь машина сразу проявила свои слабые стороны: ненадёжность, теснота (рассчитан на 4 человек), лёгкая воспламеняемость при попадании взрывных зарядов противника. После этой кампании эксплуатация M14/41 почти полностью прекратилась. Тем не менее, ещё пару лет некоторые захваченные машины использовались в союзнических войсках Великобритании и Австралии.
Против тяжелобронированных «Матильд» и «Валентайнов» они были почти бессильны, но могли бороться с крейсерскими британскими танками. Небольшое количество захваченных M14/41 непродолжительное время использовалось англичанами ввиду острой нехватки своей бронетехники. С началом поставок по ленд-лизу американских танков M3 «Стюарт» и М3 «Грант» превосходство в качестве материальной части британских, а с ноября 1942 года и американских войск стало подавляющим.
После капитуляции Италии немецким войскам достались только 3 танка, получивших обозначение Pz.Kpfw. M14/41 736(i), а также несколько командирских машин Pz.Bef.Wg. M41 771(i).

## Машины на базе М14/41

### Carro Armato M14/41 Centro Radio
Командирская модификация для танковых частей. Имела две радиостанции: Magneto Marelli RF1CA и более мощную RF2CA с действием 8 до 30 километров соответственно. Внешне эти танки отличались двумя штыревыми антеннами. Выпущено около 6 экземпляров.

### Carro Comando M14/41 per Semovente da 75/18
Командирская модификация для частей Semovente da 75 без башни и с дополнительным радиооборудованием. Вооружение состояло из 13,2-мм пулемёта Breda Model 31 в лобовой части рубки и 8-мм пулемётов Breda Model 38, использовавшегося в качестве зенитного. В 1942 году было выпущено 34 машины.

### Semovente da 75/18
Лёгкая по массе самоходно-артиллерийская установка, вооружённая 75-мм пушкой Obice da 75/18 в полностью бронированной рубке. Создано в 1940 году. Версия М41 строилась на шасси танка M14/41 в 1942 году. Всего построено 162 единицы.

### Semovente da 90/53
Создана в 1942 году на базе среднего танка M14/41 для действий на Восточном фронте. На шасси танка было установлено очень эффективное зенитное орудие Cannone da 90/53 образца 1939 года калибра 90-мм. В том же году было изготовлено 30 САУ. В дополнение к ним тогда же выпустили 15 командирских машин Carro comando M14/41 per 90/53.